# Резус-конфлікт
Резус-конфлікт — це ускладнення вагітності, гуморальна імунна відповідь резус-негативної вагітної на еритроцитарні антигени резус-позитивного плоду, при якому у жінки утворюються антирезусні антитіла.
При потраплянні в кров плоду через плаценту ці антитіла жінки викликають розпад (гемоліз) червоних кров'яних тілець (еритроцитів) плода, що призводить до гемолітичної жовтяниці новонароджених.

## Симптоми
За допомогою УЗД у плода можуть бути виявлені збільшення печінки, селезінки і серця. Спостерігається анемія, в легких випадках — ретикулоцитоз, у важчих — еритробластоз, жовтяниця. У найважчих випадках розвиваються водянка плода й набряковий синдром новонароджених, що може призвести до мертвонародження або смерті новонародженого.

## Патогенез
Як правило, під час вагітності кров плода не потрапляє в кровотік жінки. Тому під час першої вагітності у жінок не виробляються антитіла до антигену D і плід залишається здоровим. Однак при пологах найчастіше кров породіллі і дитини змішується, тому жінка стає сприйнятливою до резус-антигену й утворює проти нього антитіла. Існують суперечливі дані щодо підвищення ймовірності резус-конфлікту, якщо у жінки був аборт, викидень або позаматкова вагітність.
Вироблена імунна пам'ять призводить при наступній вагітності до нового і посиленого утворення антитіл (імуноглобулінів IgG) до антигену D. Останні здатні проникати через гематоплацентарний бар'єр у кровотік плоду і зв'язуватись з його резус-позитивними еритроцитами. Обтяжені антитілами еритроцити руйнуються в селезінці плоду передчасно. Настає гемолітична анемія, супроводжувана гіпоксією і ацидозом, синтез альбуміну скорочується, розвиваються набряки, плевральні випоти і водянка плода. Гемоліз веде до компенсаторного прискорення утворення кров'яних тілець і поза кістковим мозком (екстрамедулярне кровоутворення) — в печінці і селезінці.
Ще одна форма непереносимості жінкою плода є алоімунною тромбоцитопенією і нейтропенією плода або новонародженого, при яких руйнуються тромбоцити і нейтрофільні лейкоцити плода.

## Епідеміологія
Близько 14 % населення Європи мають негативний резус-фактор (dd, завжди гомозиготні), з чого по закону Харді-Вайнберга слідує, що близько 47 % — мають гетерозиготний (Dd) і 39 % — гомозиготний (DD) позитивний.
- Якщо мати є резус-позитивною, а батько — гомозиготним резус-негативним, то будь-який плід буде гетерозиготним резус-позитивним.
- Якщо мати є резус-негативною, а батько — гетерозиготним резус-позитивним, то плід буде з 50%-ю ймовірністю гетерозиготним резус-позитивним і з 50%-ю ймовірністю — резус-негативним.

Тому в пари, де мати є резус-негативною, а батько — резус-позитивним, плід буде резус-позитивним приблизно в 72 % випадків (=(0.39*1+0.47*0.5)/(0.39+0.47)).
А в резус-негативної матері при невідомому резус-факторі батька, дитина буде резус-позитивною приблизно в 63 % випадків (= 0.39*1+0.47*0.5+0.14*0).
У разі випадкової вагітності (при невідомих резус-факторах батьків) така ситуація трапиться з ймовірністю 9 % (= 0.14*0.63+0.86*0), тобто приблизно при кожній одинадцятій вагітності.
В африканських і азійських популяціях, а також серед індіанців Північної Америки негативний резус-фактор зустрічається з частотою близько 1 % і менше, тому резус-конфлікт зустрічається з невеликою частотою.

## Профілактика
Здебільшого резус-конфлікт може бути попереджений шляхом внутрішньом'язового введення резус-негативній жінці спеціальних анти-D антитіл (Rho d імуноглобулін, комерційна назва — RhoGAM) у період вагітності або протягом 72 годин після пологів або будь-якої іншої події, яка може привести до сенсибілізації жінки. При введенні RhoGAM еритроцити резус-позитивного плода, що потрапили в організм жінки, руйнуються до того, як на них встигає відреагувати її імунна система. Самі ж антитіла, введені при пасивній імунізації, руйнуються зазвичай протягом 4—6 тижнів.
Нині в ході антенатальної профілактики заведено вводити RhoGAM усім резус-негативним вагітним на 28-му тижні, іноді з повторною ін'єкцією на 34-му тижні.
Після першої вагітності при ймовірному резус-конфлікті тест на резус-конфлікт необхідно пройти під час планування вагітності або до 28-го тижня вагітності , тому що зазвичай до цього часу у резус-негативної вагітної може початися синтез антитіл проти плода.
Перевірити резус плода можна вже після 10-го тижня вагітності методом аналізу циркулюючої ДНК плода в крові вагітної.